# Juglona
La Juglona, de nom IUPAC 5-hidroxi-1,4-naftalendiona o 5-hidroxinaftoquinona, és un compost orgànic amb la fórmula molecular C10H₆O₃. En la indústria alimentària rep altres noms com els de C.I. Natural Brown 7, C.I. 75500, Nucin, Regianin, NCI 2323 i Oil Red BS.
La juglona es presenta de manera natural en les fulles, arrels, closques i escorça de les plantes de la família Juglandaceae,particularment a Juglans nigra (noguera americana), és una substància que resulta tòxica o alenteix el creixement, per a moltes plantes. De vegades s'ha usat com un herbicida natural, com un tint per a la roba i les tintes i com a agent colorant per aliments i cosmètics.

## Química
La juglona és un compost aromàtic, derivat de la 1,4-naftoquinona. És un isòmer de la lawsona. És insoluble en benzè però soluble en dioxan, amb el qual cristal·litza en agulles grogues que fonen a 162–163 °C.

## Efectes biològics
La juglona és un exemple de compost al·lelopàtic. Els jardiners sabien des de fa temps que sota o prop d'un noguer era difícil que prosperessin les plantes cultivades. La juglona exerceix els seus efectes inhibint certs enzims que resulten necessaris per a la funció metabòlica. Entre les plantes que sí que resisteixen l'efecte de la juglona es troben els aurons, els bedolls i els faigs.
És molt tòxica per a molts insectes herbívors, però alguns d'ells són capaços de destoxificar la juglona i les naftoquinones en general al no tòxic 1,4,5-trihidroxinaftalè.